# Charles Tilly
Charles Tilly (ur. 27 maja 1929, zm. 29 kwietnia 2008) – amerykański historyk, socjolog i politolog. Jeden z czołowych przedstawicieli socjologii historycznej.
Studiował socjologię i historię na uniwersytetach w Oksfordzie i Harvardzie. Wykładowca m.in. na Uniwersytecie Michigan (1969-1984), New School for Social Research (1984-1996) i uniwersytecie Columbii (1996-2008).
Jest autorem licznych publikacji, m.in. na temat rewolucji, ruchów społecznych, powstania państw narodowych oraz procesów długiego trwania.

## Koncepcja socjologii
Tilly jest zwolennikiem ścisłej współpracy nauk historycznych i socjologii. Według niego socjologia głównego nurtu jest ahistoryczna i skupiona na teraźniejszości oraz na abstrakcyjnych modelach społeczeństwa. Opiera się na błędnych założeniach i źle wyznaczonych celach, z czego wynika szereg problemów metodologicznych. Takie błędne nastawienie socjologów nazywa "monadyzmem" i sprowadza do trzech łączących się założeń:
1. Za podstawowe jednostki życia społecznego uznaje się samosterowne monady i ich agregaty. Takimi jednostkami są najczęściej jednostki ludzkie, a agregatami grupy czy całe społeczeństwo.
2. Regularności życia społecznego to struktury, sekwencje i procesy tych monad.
3. Celem nauk społecznych jest tworzenie abstrakcyjnych modeli, które będą pasowały do możliwie największej liczby przypadków szczegółowych

Krytyka Tillego wymierzona jest bezpośrednio w tzw. teorie rewolucji. Socjologiczne wyjaśnianie wystąpienia rewolucji polega zwykle na wyodrębnieniu szeregu czynników, które mogły mieć istotny wpływ na jej wystąpienie. Następnie (korzystając np. kanonów indukcji Johna Stuarta Milla) określa się czynniki główne, oraz poboczne. Poszczególne przypadki wystąpienia danego zjawiska bardzo często odbiegają od uniwersalnego modelu, dlatego też wprowadza się różne czynniki poboczne. W konsekwencji modeli danego zjawiska jest tyle, ile samych zjawisk.
Dla Tillego socjologia powinna się przyglądać raczej regularnościom mechanizmów powstawania zjawisk, a nie wyjaśnianiem wystąpienia każdego przypadku. Powinna ona zerwać z determinizmem i założyć, że nie da się odkryć praw społecznych podobnych prawom nauk przyrodniczych.